# John Lamb
John Lamb, (o Lambe) (1545 circa – Londra, 13 giugno 1628), è stato un astrologo inglese, consigliere personale di George Villiers, I duca di Buckingham. Fu linciato dalla folla inferocita a Londra nel 1628.

## Biografia
Qualche tempo prima del 1625, Lamb divenne medico e consigliere personale del duca di Buckingham, favorito di re Carlo I. Lamb era considerato un esperto alchimista e astrologo. In realtà, la sua conoscenza in quest'ultimo campo non fu così profonda come Lamb sosteneva; nel 1627, quando il Royal College of Physicians lo esaminò su quest'ultimo punto, lo trovò piuttosto ignorante.
L'opinione pubblica era divisa grosso modo in due campi: alcuni pensavano che il "dottore" non fosse altro che un ciarlatano; altri credevano che avesse effettivamente poteri magici. Questi ultimi chiamavano Lamb "il diavolo del duca" e sospettavano che esercitasse un'influenza soprannaturale su Buckingham, che a sua volta influenzava negativamente re Carlo.
 
A quel tempo, Carlo era particolarmente impopolare per le sue fallimentari campagne militari e le sue politiche assolutiste. Una filastrocca molto popolare recitava:
La sera del 13 giugno 1628, Lamb fu notato mentre usciva dal Fortune Theatre alla periferia nord di Londra. Una folla di apprendisti lo riconobbe e cominciò a gridare: "Il diavolo del duca! Il diavolo del duca!"; lo inseguirono verso una mensa in Moorgate Street dove Lamb pagò un gruppo di marinai per fargli da guardia del corpo. Quando lasciò la mensa la folla era cresciuta di dimensioni; Lamb li minacciò, dicendo loro che li avrebbe fatti impiccare. La gente lo seguì ancora, ma a Old Jewry la sua guardia la respinse. La folla divenne violenta e, dopo averlo trascinato con la forza verso la Windmill Tavern a Lothbury, lo picchiò con bastoni e pietre fino a fargli perdere i sensi. Gli fu cavato un occhio a calci mentre giaceva sui ciottoli. Lamb fu quindi portato in una prigione a Poultry dove morì la mattina seguente. L'episodio suscitò sgomento a corte. Il sovrano Carlo I in persona ordinò che i capi della folla assassina fossero puniti; e poiché i magistrati londinesi fallirono in questo compito, il re multò la città per 600 sterline.
 
Nel 1653, quattro anni dopo l'esecuzione di Carlo I, anche l'ex serva di Lamb, Anne Bodenham, fu impiccata per stregoneria.

### John Lamb nella letteratura
La vita e la morte di Lambe ispirarono diverse opere letterarie. 
Una biografia anonima, A Brief Description of the Notorious Life of John Lambe, fu data alle stampe nel 1628, e un'opera teatrale, Doctor Lamb and the Witches, fu pubblicata nel 1634.

Inoltre, furono prodotte numerose canzoni e poesie sull'astrologo, come "An Epitaph on Dr. Lambe":
Against his will untimely dies
The Divell did show himselfe a Glutton
In taking this Lambe before he was a mutton
The Divell in Hell will rost him there
Whom the prentises basted here.
In Hell they wondred when he came
To see among the Goats a Lambe»
Contro la sua volontà muore prematuramente
Il diavolo si è mostrato un ghiottone
Nel prendere questo Lambe prima che fosse un montone
Il diavolo all'inferno lo arrostirà lì
Che i prentis hanno imbastito qui.
All'inferno si chiedevano quando sarebbe arrivato
Vedere tra le Capre un'Agnella»
((EN) Oiii6 Here Dr Lambe, the conjurer lyes “An Epitaph on Dr Lambe”, su Early Stuart Libels. URL consultato il 22 settembre 2024 (archiviato il 23 marzo 2019).)
Racconti della vita di Lambe sarebbero apparsi anche in scritti successivi, come Curiosities of Literature di Isaac D'Israeli e Letters on Demonology and Witchcraft di Sir Walter Scott.

Lambe è menzionato nel primo romanzo del ciclo barocco di Neal Stephenson, Quicksilver.